# Cymatoderma caperatum
Cymatoderma caperatum är en svampart som först beskrevs av Berk. & Mont., och fick sitt nu gällande namn av D.A. Reid 1956. Cymatoderma caperatum ingår i släktet Cymatoderma och familjen Meruliaceae.   Inga underarter finns listade i Catalogue of Life.

## Bildgalleri

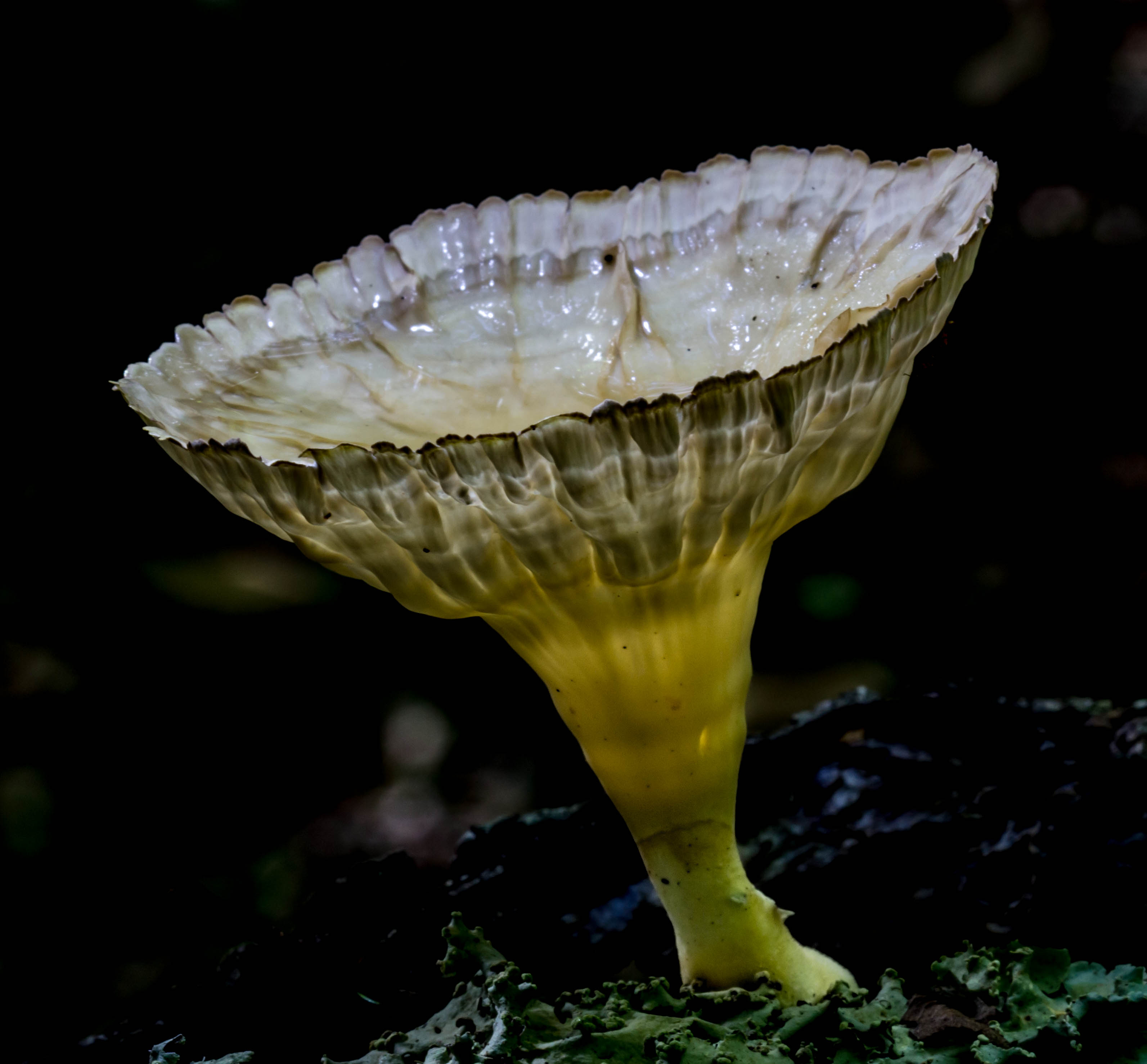